# 增渊龙夫
增渊龙夫（1916年3月3日—1983年5月12日），日本经济学家、东洋史学专家，毕业于东京商科大学，专攻东洋经济史，一橋大學名誉教授。

## 人生经历
增渊龙夫于1916年出生于栃木县那须郡。自1940年于旧栃木县立乌山中学（现栃木县立乌山高中）毕业后，进入原东京商科大学（现一桥大学）本部学习。在大学期间，他师从上原专禄和三浦新七学习西方经济史，但后来改学东方经济史。 由于教育征召，他应征入伍，先后加入步兵第 1712 团和步兵第 66 团。 战争结束时，他作为二等兵复员。
第二次世界大战结束后，他自1945年起担任东京产业大学经济经济研究所辅导员。 1947年，任东京商业大学助理教授，1948年起任该大学经济研究所研究员，1949年起任该大学经济研究所助理教授。 1950年时晋升为一桥大学经济系副教授，又于1957年晋升为教授。1957年至1979年曾担任社会经济史学会理事，也任教于东京大学文学院、庆应义塾大学经济学院、东北大学文学院、冈山大学法律文学学院，并担任日本国立大学图书馆部主任、日本图书馆协会大学图书馆部会长等职务。 1960年，擔任一橋大學社会学系教授，并于1962年获得一桥大学经济学博士学位。 1970年，出任一桥大学社会学系主任，1975年出任一桥大学图书馆馆长。1979年从一桥大学退休，成为名誉教授。退休后，于1980年在安藤义夫和增田四郎的支持下，担任成城大學经济学院教授。 1981年，担任成城大学经济学研究生院院长、成城大学图书馆建设委员会委员、研究生院章程审查委员会委员长。1983年，增渊龙夫去世。

## 研究内容/成果
- 日本最早将社会史方法纳入历史研究的人之一。
- 通过对《史记》和《汉书》的分析 ，认为汉朝的人际关系普遍以侠义精神为基础。甚至连皇帝与官僚之间的关系也是以侠义精神为基础的。
- 批评了川胜义雄的贵族起源于于东汉汉末年党禁时期的清流这一观点。

增渊龙夫为人谦卑，无意培养后辈，但当他的同事村松祐次教授出国留学时，他转而开始指导中川学（一桥大学名誉教授）的中国经济史。 他指导的学生还包括三谷孝（一桥大学名誉教授）、石原享一（神户大学名誉教授）、夏井春喜（北海道教育大学教授）、井上久士（骏河台大学教授、和伊藤昭雄（横滨市立大学名誉教授）。

## 脚注
1. ↑   (PDF). 一橋大学: 41/46. 2017-07  [2018-04-22]. （原始内容 (PDF)存档于2018-04-23）.